# Ernst Friedrich Mylius

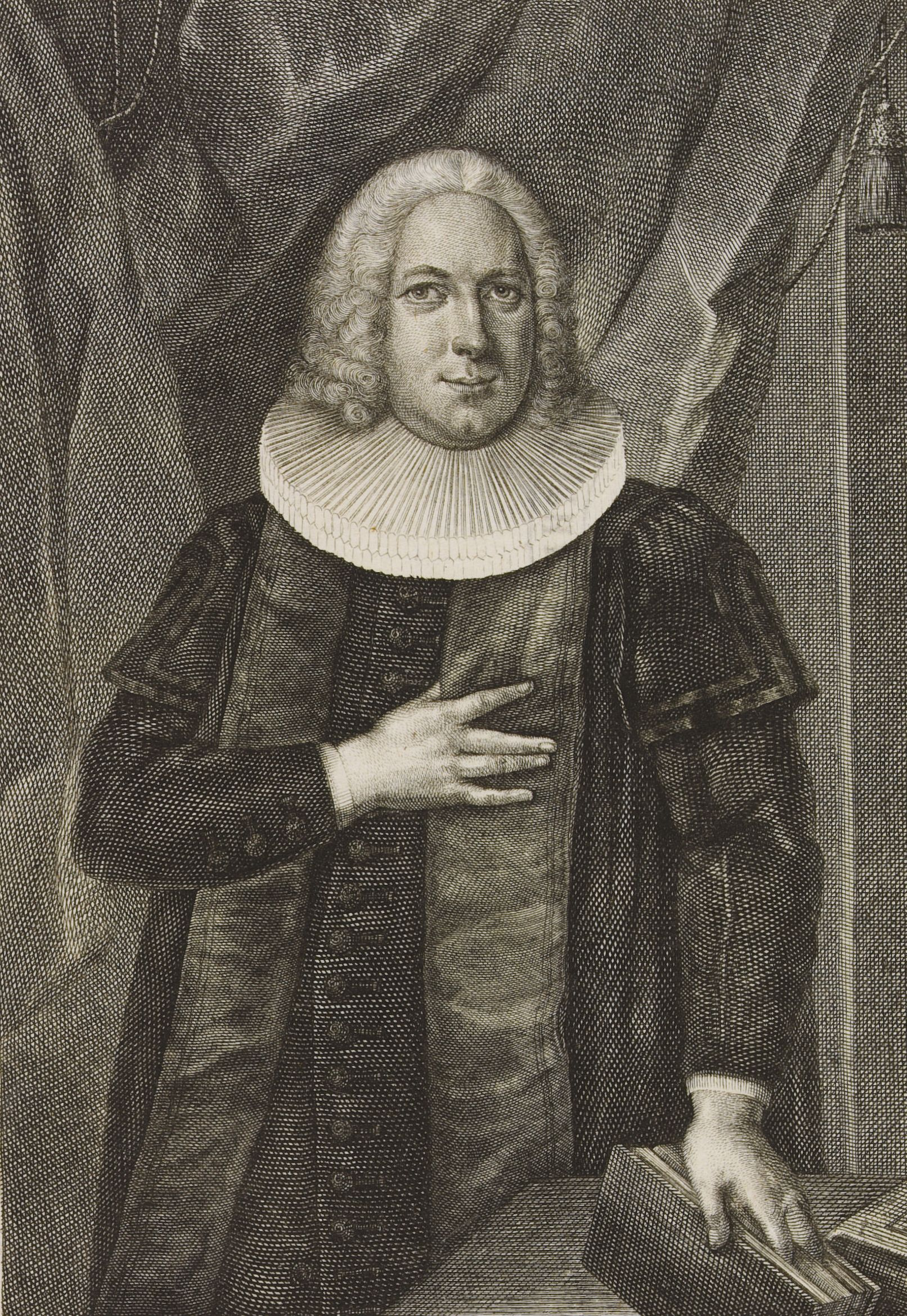
Ernst Friedrich Mylius, Kupferstich von Christian Fritzsch (1755)

Ernst Friedrich Mylius  (* 12. Juni 1710 in Lühe; † 15. Dezember 1774 in Hamburg) war ein deutscher evangelisch-lutherischer Geistlicher und Hauptpastor in Hamburg.

## Leben
Ernst Friedrich Mylius war der Sohn eines Zolleinnehmers. Während des dänischen Feldzugs im Verlauf des Großen Nordischen Kriegs gegen die beiden Herzogtümer Verden und Bremen und der Belagerung von Stade 1712 floh seine Mutter mit ihm zu Verwandten nach Hamburg. Hier blieb er bis 1726, schloss dann seine Schulbildung an der Domschule in Bremen ab und studierte ab 1730 Evangelische Theologie an der Universität Helmstedt, vor allem bei Johann Lorenz von Mosheim, und 1732 bis 1734 an der Universität Jena. Nach vier Jahren Tätigkeit als Hauslehrer beim Amtmann Gebhardi in Verden wurde er 1738 er Diaconus (2. Pastor) an St. Johannis (Verden) und Konrektor am Domgymnasium Verden. 1742 wurde er als Diaconus an die Hauptkirche Sankt Petri in Hamburg berufen. Als 1744 der eigentlich gewählte Melchior Gottlieb Minor verzichtete, wurde er am 7. Juni 1744 als Nachfolger von Johann Georg Palm zum Hauptpastor an St. Petri erwählt. Seine Berufung zum Senior des Hamburgischen Geistlichen Ministeriums als Nachfolger des verstorbenen Friedrich Wagner 1760 lehnte er aus Gesundheitsgründen ab.
Seit 1745 war er verheiratet mit Margaretha Catharina Sophia, geb. Löwe, einer Tochter des Hamburgischen Münzmeisters J.H. Löwe.
Seine nachgelassene reichhaltige Bibliothek wurde am 8. Juni 1775 versteigert.

## Werke
- Entwurf heilsamer Unterweisungen ... Jährlich ein Band von 1745 bis 1774